# Лазьков, Николай Михайлович
Николай Михайлович Лазьков (19 декабря 1924 — 2 марта 1980) — полковник Советской Армии, участник Великой Отечественной войны, Герой Советского Союза (1945).

## Биография
Николай Лазьков родился 19 декабря 1924 года в селе Большая Берёзовка (ныне — Богородицкий район Тульской области). Окончил девять классов школы. В 1942 году Лазьков был призван на службу в Рабоче-крестьянскую Красную Армию. С того же года — на фронтах Великой Отечественной войны. К 1944 году сержант Николай Лазьков командовал отделением взвода инженерной разведки 222-го отдельного сапёрного батальона 88-й стрелковой дивизии 31-й армии 3-го Белорусского фронта. Отличился во время освобождения Белорусской ССР.
В январе-июне 1944 года Лазьков во главе группы сапёров провёл 96 ночных поисков, обезвредив 586 вражеских мин. Во время боёв под Оршей отделение Лазькова успешно захватило мост через реку Оршица, не дав немецким войскам подорвать его.
Указом Президиума Верховного Совета СССР от 24 марта 1945 года сержант Николай Лазьков был удостоен высокого звания Героя Советского Союза с вручением ордена Ленина и медали «Золотая Звезда».
После окончания войны Лазьков продолжил службу в Советской Армии. В 1945 году он окончил Военно-инженерное училище, в 1958 году — Военно-инженерную академию. В 1973 году в звании полковника он был уволен в запас. Проживал и работал в Москве. Скончался 2 марта 1980 года.
Был также награждён двумя орденами Красной Звезды, орденом Славы 3-й степени, рядом медалей.

## Память
- В посёлке Казановка на здании школы установлена мемориальная доска в память о Герое.
- В посёлке Кичевский Богородицкого района Тульской области на здании Кичевского СДК установлена мемориальная доска в память о Герое- земляке, открытие которой состоялось 1 сентября 2021 года.